# クロツバメ
クロツバメ（学名Psalidoprocne holomelas）は、スズメ目ツバメ科に分類される鳥類の一種。